# Convento de Santa Clara (Valdemoro)
El convento de Santa Clara o convento de la Encarnación de Valdemoro es un cenobio de monjas Clarisas Franciscanas sito en esa localidad de la Comunidad de Madrid (España).

## Historia
Fue construido bajo el mecenazgo del Duque de Lerma, señor de la villa desde 1602 a 1625. El diseño correspondió a fray Alberto de la Madre de Dios, el arquitecto más importante de esos años, como corroboran los recientes descubrimientos documentales. Finalizados los diseños en marzo de 1613, el arquitecto marchó rápidamente a Lerma, para diseñar el conjunto palacial y conventual de la villa de Lerma. El convento se distribuye en torno a un claustro central cuadrado, como la mayoría de construcciones monásticas de la época. La fachada está construida en los materiales típicos de las construcciones toledanas, cajones de mampostería asentados entre franjas de ladrillo.
En 2016 fue declarado bien de interés cultural en la categoría de monumento.
Está incluido en el Registro General de Bienes de Interés Cultural del Ministerio de Cultura y goza de protección integral dentro del Catálogo de Bienes y Espacios Protegidos del Plan General de Valdemoro.

## Iglesia
La iglesia constituye el elemento más interesante del conjunto, consta de planta de cruz latina con una sola nave, cubierta con bóveda de cañón. El retablo está decorado con dos pinturas del siglo XVII, “La Encarnación” y “El Calvario”. En la portada principal destacan la escultura de Santa Clara, y dos escudos nobiliarios de la Casa de Lerma.